# Ödeshandsken
Ödeshandsken (i original, "The Gauntlet of Fate") var en brittisk äventyrsserie som ursprungligen publicerades i serietidningen Thunder, utgiven på IPC, 1970–1971. Serien har ingen huvudperson, utan kretsar kring en handske som tillhört en lagman på medeltiden. Den som idag sätter på sig handsken får dess hjälp att skipa rättvisa. Handsken kan styra personens handlingar och även ge honom eller henne övernaturlig styrka.
"Ödeshandsken" publicerades i svenska Fantomen 1973–1978 och var så populär att man satsade på svensk licensproduktion av den sedan länge nedlagda serien. De svenska avsnitten gjordes 1983–1993 av Dai Darell, Claes Reimerthi, Abel Romero, Stefan Nagy m.fl.
De gamla IPC-avsnitten har även publicerats i Barracuda.